# Premyer Liqası 2009-2010
La Premyer Liqası 2009-2010 è stata la 18ª stagione del massimo campionato di calcio azero disputata tra il 14 agosto 2009 e il 15 maggio 2010 e conclusa con la vittoria dell'İnter Baku, al suo secondo titolo.
Capocannoniere del torneo fu Fərid Quliyev (FK Standard Sumqayit) con 16 reti.

## Novità
La stagione precedente segnò la retrocessione di MOIK Baku e Bakili Baku, che chiusero la stagione negli ultimi due posti. La AFFA però non concedette la licenza per partecipare al campionato di prima divisione alle squadre arrivate nei primi due posti della categoria inferiore, e quindi teoricamente ammesse alla Premyer Liqası.
Pertanto la federazione decise di bloccare le promozioni con la conseguente riduzione del numero di squadre da 14 a 12.

## Formula
La formula prevede una prima fase in cui le 12 squadre partecipanti si scontrano secondo il classico sistema di andata e ritorno, per un totale di 22 giornate.
Successivamente vengono composti due gironi diversi: il primo è formato dalle squadre classificatesi dal 1º al 6º posto, mentre le ultime sei vanno a comporre il secondo girone. Le squadre del primo girone lottano per il titolo e per la qualificazione alle coppe europee, mentre le squadre del secondo girone lottano per evitare la retrocessione. In questa seconda fase ogni squadra conserva i risultati ottenuti contro le squadre incluse nel proprio girone, mentre invece tutti i risultati ottenuti contro le squadre dell'altro girone vengono ignorati. Pertanto ciascuna squadra inizia la seconda fase con 10 partite. Quindi, le squadre di ciascuno dei due gironi tornano ad affrontarsi per un totale di altre 10 partite ciascuna.
La squadra campione di Azerbaigian ha il diritto a partecipare alla UEFA Champions League 2010-2011, partendo dal secondo turno preliminare.
Le squadre classificate al secondo e terzo posto sono ammesse alla UEFA Europa League 2010-2011, partendo entrambe dal primo turno preliminare.
La squadra vincitrice della Coppa Nazionale è ammessa alla UEFA Europa League 2010-2011, partendo dal secondo turno preliminare.
Retrocedono direttamente le ultime due in classifica.

## Squadre partecipanti
- FK Baku
- İnter Baku
- Karvan
- Xəzər-Lənkəran
- Muğan
- Neftçi Baku

- Olimpik Baku
- Qarabağ
- Qəbələ
- Simurq
- Standard Sumqayıt
- Turan Tovuz

## Classifica finale

### Prima fase
|  | Pos. | Squadra           | Pt | G  | V  | N | P  | GF | GS | DR  |
|  | ---- | ----------------- | -- | -- | -- | - | -- | -- | -- | --- |
|  | 1.   | İnter Baku        | 49 | 22 | 15 | 4 | 3  | 36 | 18 | +18 |
|  | 2.   | Xəzər-Lənkəran    | 44 | 22 | 12 | 8 | 2  | 29 | 11 | +18 |
|  | 3.   | Qarabağ           | 42 | 22 | 11 | 9 | 2  | 21 | 12 | +9  |
|  | 4.   | FK Baku           | 37 | 22 | 10 | 7 | 5  | 22 | 17 | +5  |
|  | 5.   | Qəbələ            | 36 | 22 | 10 | 6 | 6  | 24 | 21 | +3  |
|  | 6.   | Neftçi Baku       | 35 | 22 | 9  | 8 | 5  | 20 | 14 | +6  |
|  | 7.   | Simurq            | 34 | 22 | 9  | 7 | 6  | 26 | 21 | +5  |
|  | 8.   | Olimpik Baku      | 25 | 22 | 6  | 7 | 9  | 20 | 23 | -3  |
|  | 9.   | Turan Tovuz       | 17 | 22 | 4  | 5 | 13 | 23 | 32 | -9  |
|  | 10.  | Muğan             | 16 | 22 | 3  | 7 | 12 | 12 | 27 | -15 |
|  | 11.  | Standard Sumqayıt | 11 | 22 | 2  | 5 | 15 | 16 | 34 | -18 |
|  | 12.  | Karvan            | 11 | 22 | 2  | 5 | 15 | 17 | 36 | -19 |

Legenda:

      Ammessa ai play-off
      Ammessa ai play-out
Note:

Tre punti a vittoria, uno a pareggio, zero a sconfitta.

## Seconda fase

### Play-off
|  | Pos. | Squadra        | Pt | G  | V | N  | P | GF | GS | DR |
|  | ---- | -------------- | -- | -- | - | -- | - | -- | -- | -- |
|  | 1.   | İnter Baku     | 29 | 20 | 7 | 8  | 5 | 22 | 19 | +3 |
|  | 2.   | FK Baku        | 28 | 20 | 7 | 7  | 6 | 19 | 15 | +4 |
|  | 3.   | Qarabağ        | 27 | 20 | 6 | 9  | 5 | 16 | 18 | -2 |
|  | 4.   | Xəzər-Lənkəran | 27 | 20 | 6 | 9  | 5 | 19 | 14 | +5 |
|  | 5.   | Neftçi Baku    | 23 | 20 | 4 | 11 | 5 | 11 | 12 | -1 |
|  | 6.   | Qəbələ         | 20 | 20 | 4 | 8  | 8 | 18 | 27 | -9 |

### Play-out
|  | Pos. | Squadra           | Pt | G  | V  | N | P  | GF | GS | DR  |
|  | ---- | ----------------- | -- | -- | -- | - | -- | -- | -- | --- |
|  | 7.   | Olimpik Baku      | 36 | 20 | 10 | 6 | 4  | 27 | 15 | +12 |
|  | 8.   | Simurq            | 31 | 20 | 8  | 7 | 5  | 21 | 21 | 0   |
|  | 9.   | Turan Tovuz       | 29 | 20 | 7  | 8 | 5  | 27 | 22 | +5  |
|  | 10.  | Muğan             | 27 | 20 | 7  | 6 | 7  | 17 | 16 | +1  |
|  | 11.  | Standard Sumqayıt | 25 | 20 | 7  | 4 | 9  | 26 | 23 | +3  |
|  | 12.  | Karvan            | 13 | 20 | 2  | 7 | 11 | 14 | 35 | -21 |

Legenda:

      Campione d'Azerbaigian
      Qualificata alla UEFA Europa League
      Retrocessa in Birinci Divizionu
Note:

Tre punti a vittoria, uno a pareggio, zero a sconfitta.

## Verdetti
- Campione di Azerbaigian 2009-2010: İnter Baku
- Qualificata alla Champions League: İnter Baku
- Qualificate alla UEFA Europa League: FK Baku, Qarabağ
- Retrocesse alla Birinci Divizionu: Standard Sumqayıt, Karvan